# Brauner Eichelbecherling
Der Braune Eichelbecherling (Ciboria batschiana) ist eine Pilzart aus der Familie der Sklerotienbecherlingsverwandten (Sclerotiniaceae) und ist der Erreger der Schwarzen Eichelfäule.

## Merkmale

### Makroskopische Merkmale
Die Fruchtkörper sind oft zu mehreren zusammenstehende Apothecien, die 0,5 bis 2 cm groß werden, mit einer gestielt-kelchförmigen im Alter auch scheibenförmigen Form. Ihre Farbe ist zimt bis dunkel-rotbraun, der bis zu 15 mm lange Stiel ist im unteren teil schwarz-braun. Ihre Konsistenz ist wachsartig-brüchig und zugleich etwas zäh.

### Mikroskopische Merkmale
Die Sporen sind hyalin, glatt, unseptiert, elliptisch und werden 7 bis 10,5 × 4 bis 5 μm groß. Die Asci sind zylindrisch-keulig und messen 80 bis 120 × 6 bis 8 μm. Die Paraphysen sind schlank-fädig und an der Spitze nur leicht verbreitert. Meist werden vor der Bildung der Ascosporen Mikrokonidien gebildet, die allerdings nicht keimfähig sind.

## Ökologie
Die Art wächst ausschließlich auf mumifizierten entschalten Eicheln. Er ist nicht selten und fruktifiziert vom August bis Oktober.
 Der Pilz wächst vorzugsweise bei feuchtkühler Witterung. Die Infektion erfolgt am Boden durch die im Herbst gebildeten Ascosporen. Das Myzel dringt sowohl durch die Spitze als auch durch die Basis ins Eichelinnere. Als erstes Symptom bilden sich dunkle Flecken auf der äußeren Samenschale, und kleine orangegelbe, dunkel umrandete Flecke unter der Samenschale. Mit der Zeit werden die Kotyledonen braun und porös und strömen einen unangenehmen Fäulegeruch aus. Im folgenden Herbst werden dann auf der inzwischen vollkommen schwarzen, mumifizierten Eichel die Fruchtkörper gebildet.

## Bedeutung und Bekämpfung
Als Erreger der schwarzen Eichelfäule kann er den fast vollständigen Verlust von Eichelsaaten hervorrufen. Als Vorbeugung sollte möglichst früh im Herbst mit dem Einsammeln der Eicheln begonnen werden, da die Infektion von älteren, am Boden liegenden Eicheln ausgeht. Auch bei der Aufbewahrung des Saatgutes ist auf geeignete Lagerbedingungen zu achten. Bereits infizierte Samen können durch eine Heißwasserbehandlung d. h. 24 Stunden bei 38 °C wirksam desinfiziert werden.

## Name
Das Epitheton ehrt den Botaniker August Batsch. 